# تبني المثليين للأطفال في البرازيل

الوضع القانوني لتبني المثليين للأطفال حول العالم.
التبني المشترك للأطفال من قبل الأزواج المثليين قانوني
تبني أحد الشريكين للطفل البيولوجي للشريك الآخر قانوني
لا توجد قوانين تسمح بتبني الأزواج المثليين للأطفال

يعتبر تبني المثليين للأطفال في البرازيل أمرًا قانونيًا وفقًا لحكم محكمة العدل العليا في البرازيل، كما جاء في قرار المحكمة الصادر في 27 أبريل 2010. كان التغيير علامة فارقة في تاريخ المثليين في البلاد.
أكد الوزراء (القضاة) على أن كل من قانون للأطفال والمراهقين 1990، والقانون المدني لعام 2002، أو الدستور الاتحادي لعام 1988، لا يحدد أي قيود تتعلق بالجنس أو الحالة الزوجية أو التوجه الجنسي للمتبني.
في 16 أغسطس 2010، أصدر القاضي ماركو أوريليو ميلو من المحكمة الفيدرالية العليا بالبرازيل حكماً لصالح زوجين مثليين، وهما مواطنان أحداهما بريطاني والآخر برازيلي في ولاية بارانا. سمح لهما ذلك بتبني أي طفل، بغض النظر عن عمر أو جنس الطفل. فتح قرار المحكمة الفيدرالية العليا الطريق أمام الأزواج المثليين الآخرين للحصول على حق التبني في البلاد.
بدأ التبني من قبل الأشخاص المثليين في البرازيل في عام 1996، وتم تسجيل أول حالة لذلك في ولاية ريو دي جانيرو. بعد ذلك، وقعت عدة حالات أخرى في بقية البلاد. بدأ تبني المثليين للأطفال بشكل مشترك في البرازيل في عام 2005. وقعت أول حالة مسجلة في ولاية ريو غراندي دو سول، وحدثت حالات لاحقة في جميع مناطق البرازيل الخمس. أدى لم يؤد الحكم الصادر عن محكمة العدل العليا إلا إلى تعزيز القضايا التي تمت الموافقة عليها بالفعل. في البرازيل، 20% من الأزواج المثليين لديهم أطفال. وتصل النسبة إلى 16% في الولايات المتحدة.

## تبني المثليين للأطفال في البرازيل

الوضع القانوني لتبني المثليين للأطفال في أمريكا الجنوبية
التبني المشترك للأطفال من قبل المثليين قانوني
تبني أحد الشريكين للطفل البيولوجي للشريك الآخر قانوني
تبني المثليين للأطفال غير قانوني
المثلية الجنسية غير قانونية
غير معروف/غامض

أمثلة على تبني الأزواج المثليين للأطفال:
- 11 نوفمبر 2005 - أول تبني للمثليين للأطفال في البرازيل، من قبل زوجتين مثليتين من مدينة باخي، ريو غراندي دو سول. سمح قاضي الطفولة والشباب في باخي، ماركوس دانيلو إدون فرانكو، بتبني شقيقين من قبل زوجيتين مثليتين. كانت الشريكتان تعيشان في اتحاد مستقر لمدة سبع سنوات. وكانت إحداهما مسؤولة عن وصاية الأولاد منذ ولادتهم.[6]

- 6 أبريل 2006 - تم حصول تبني ثانٍ من قبل زوجتين مثليتين، و «وصاية مؤقتة» واحدة. حدث التبني في ولاية ريو غراندي دو سول، من قبل زوجتين مثليتين. سُمح للأزواج المثليين في علاقات ملتزمة بالتسجيل في أي مكتب كاتب العدل. على الرغم من أنه لم يؤثر على الحقوق الفيدرالية، إلا أنه منح الأزواج المثليين المزيد من المساواة في العديد من المجالات. للأزواج المثليين الذين يسجلون الحق في الملكية المشتركة، وتأسيس حضانة الأطفال، والمطالبة بالحق في المعاشات والممتلكات عندما يموت أحد الشريكين.[7]

- 23 نوفمبر 2006 - أذن قاض من مدينة كتاندوفا، ساو باولو بتبني طفلة تبلغ من العمر 5 سنوات من قبل زوجين مثليين. كان رجل منهما قد تبنى بالفعل الفتاة. ثم تمت إضافة اسم شريكه إلى شهادة الميلاد. تم منح الشريكات المثليات حقوق التبني مرتين من قبل، لكن هذه كانت المرة الأولى التي يتم يتم منحها للشركاء المثليين من الرجال.[8]

- 12 مايو 2007 - أذن قاض من مدينة ريبيراو بريتو، ساو باولو بتبني أربعة أطفال، كلهم إخوة وأخوات، من قبل زوجين مثليين. لأن قانون البرازيل لا يسمح بالفصل بين الأخوة والأخوات في التبني، لذلك كان يتعين عليهم جميعًا تبنيهم من قبل نفس الزوجين، سواء كانوا زوجين مثليين أو زوجين مغايرين.[9]

- 24 أغسطس 2007 - أذن قاض في مدينة ريو دي جانيرو، ريو دي جانيرو بتبني طفل من قبل زوجتين مثليتين.[10]

- 30 مايو 2008 - في قرار لم يسبق له مثيل في ولاية أكري، أصدرت القاضية لوانا كلوديا دي ألبوكيرك كامبوس من المحكمة المدنية في مقاطعة سينادور غويمارد قرارًا إيجابيًا يتعلق بزوجين مثليين يريدان تبني طفل. تم تبني الطفل من قبل أحد الزوجين لما كان عمره عام واحد. كان الزوجان يعيشان في علاقة مستقرة لمدة 8 سنوات. في يناير، تم تقديم طلب إلى محكمة الأحداث للأطفال والشباب لتمديد هذا التبني. كان الصبي عمره ست سنوات. بعد تحليل العملية القانونية وبعد تحديد أن الزوجين استوفيا جميع المتطلبات القانونية اللازمة، تم البت في الطلب. «بالنظر إلى أن أحد متطلبات قانون التبني البرازيلي هو أن الطفل على اتصال بالكبار، لتزويده بالاستقرار المالي والاجتماعي ولديه علاقة مستقرة»، سمح القاضي للشريك الآخر بتبني الطفل. بعد وقت الاستئناف، تم تعديل شهادة ميلاد الطفل بحيث تحتوي على أسماء الزوجين من الرجال دون عبارة «الأم» و «الأب»، والأجداد على كل جانب.[11]

- 9 أكتوبر 2008 - سمح القاضي إليو براز من المحكمة الثانية للطفولة والمراهقة في ريسيفي، بيرنامبوكو سمح بتبني شقيقتين من قبل زوجين مثليين من الرجال من ناتاو، ريو غراندي دو نورتي ليتم تسجيلهما في سجل التبني. حصلت الطفلتان، اللائي كن في مأوى، على شهادات ميلاد جديدة يظهرن فيها كأطفال لأبوين. وافق النائب العام على حكم المحكمة ورفض اتخاذ مزيد من الإجراءات. وقال القاضي إن هذا القرار فريد من نوعه بسبب الطلب المشترك لشخصين مثليين مع تسجيل في السجل، بنفس الطريقة المتبعة بين الزوجين المغايرين.[12]
- 13 مايو 2009 - فازت زوجتان مثليتان وهما المحللة والأستاذة الجامعية ميشيل كانيرز، 31 عامًا، وكارلا ريجينا كوميوتو، 37 عامًا من مدينة بلوميناو، بولاية سانتا كاتارينا، بالحق في تبني فتاة واحدة وولد واحد. سمح القرار للأطفال بتلقي لقبين كاينرز وكوميوتو، الموروثين من كلا الشريكتين. ووضمن تبني المثليين للأطفال حقوقا مساوية لحقوق الأطفال البيولوجيين.[13]
- 14 مايو 2009 - كان الزوجان المثليان أول من فاز في المحكمة بحق التبني في ولاية بارانا البرازيلية. غيّر قرار المحكمة الثانية للطفولة والشباب والتبني حياة الزوجين المثليين اللذين يعيشان في كوريتيبا. قبل عامين، حاول الزوجان المثليان تبني طفل. تمت الموافقة على طلبهم من قاضي قضى بأن الزوجين كانا يعيشان في اتحاد مستقر، وتمكنا من تربية طفل من الجنس والعمر في بيئة صحية.[14]
- 21 مايو 2009 - أذن قاضي في مدينة ريو دي جانيرو، ريو دي جانيرو، بتبني طفلين من قبل زوجتين مثليتين.[15]
- 10 يونيو 2009 - فازت أول زوجتين مثليتين في المحكمة بحق التبني في ولاية غوياس البرازيلية. منذ أبريل 2008، تحصلت موظفة اتحادية (49 عاما) وعاملة في المكتبة (34 عاما) على رعاية فتاة عمرها عامان وعشرة أشهر. اتخذ هذا القرار غير المسبوق القاضي موريسيو بورفيريو من محكمة الأحداث والشباب في غويانيا. للتعويض عن عدم وجود قانون محدد بشأن هذه القضية، اعتمد القاضي على السابقة القضائية لمحكمة ريو غراندي دو سول.[16]

- 23 يوليو 2009 - منح قاضي ولاية ماتو غروسو الزوجين المثليين جوليو كاستيلهو، 40 عامًا، وباولو سيلياتو، 35 عامًا، تبني شقيقين يبلغان من العمر 6 و8 أعوام. أعلن هذا القرار القاضي دوغلاس روماو من محكمة الطفولة والشباب في مقاطعة جوارا، وهي مدينة تقع على بعد 690 كم (428 ميل) من كويابا، عاصمة الولاية.[17]
- 30 نوفمبر 2009 - أذن قاضي مدينة جوينفيل، سانتا كاتارينا، بتبني طفل يبلغ من العمر 3 سنوات من قبل زوجتين مثليتين. كانت شهادة الميلاد التي تحمل أسماء الأمين جاهزة بعد 15 يومًا.[18]
- 22 فبراير 2010 - أذن قاض في مدينة ريو دي جانيرو، ريو دي جانيرو بتبني طفل من قبل زوجتين مثليتين.[19]
- 9 مارس 2010 - أذن قاض من مدينة سلفادور، باهيا، بتبني طفل من قبل زوجتين مثليتين.[20]
- 27 أبريل 2010 - قررت محكمة العدل العليا في البرازيل، والتي تقع في عاصمة البلاد، برازيليا، الموافقة على تبني المثليين في البرازيل. في القضية، حصلت زوجتان مثليتان من مدينة باخي، ريو غراندي دو سول، وهن أخصائية العلاج الطبيعي ليديا بريغنول غوتيريس والعالمة النفسية لوتشيانا ريس ميدانا، على الحق في الاعتراف بتبنيهل المشترك لطفلين. قالتا للولاية أن القرار يمكن أن تصبح تاريخيا، ويمكن أن يلهم الآخرين على أن يحذو حذوهما. كانت أخصائية العلاج الطبيعي وعالمة النفس معا لمدة 13 عامًا وتبنتا ولدين في عامي 2002 و 2003. في السجلات الرسمية، ظهر الأطفال فقط كأطفال للأم وسيانا. قرر الزوجان تغيير الوثائق لتوفير حقوق التقاعد التي تنطبق على القصر في حالات الانفصال والميراث.[21]
- 29 أبريل 2010 - أذن قاض من مدينة كويابا، ماتو غروسو، بتبني طفل من قبل زوجتين مثليتين في مدينة تانغارا دا سيرا. كنتيجة للتبني، سوف تتمتع ابنة الزوجتين بمزايا الغذاء والممتلكات والميراث لكلا الوالدتين.[22]

- 27 أكتوبر 2010 - أذن قاض من مدينة كاسكافل، بارانا، بتبني طفل يبلغ من العمر 8 سنوات مصاب بالشلل الدماغي من قبل زوجين مثليين عاشا معا لمدة اثني عشر عاما. وفقًا للقاضي سيرجيو لويز كروز، الذي منح طلب التبني بناءً على قرار محكمة العدل العليا، فإن هذا الترخيص لا رجعة فيه.[23]
- 16 نوفمبر 2010 - أذن قاضي مدينة بوا فيستا، رورايما، بتبني طفل يبلغ من العمر عامين من قبل زوجين مثليين، المدرب ماسيو روسيندو دا سيلفا ومصفف الشعر ألكسندر لوسيو دي فارياس. قدمت الأم البيولوجية أدلة في محكمة رورايما، مما يدل على الرغبة في التخلي عن ابنتها للتبني من قبل الزوجين المثليين.[24]
- 19 أبريل 2011 - أذن قاض من مدينة أرارانجا، سانتا كاتارينا، بتبني طفل يبلغ من العمر عامين من قبل زوجتين مثليتين.[25]
- 24 مايو 2011 - أذن قاض من مدينة بيلو هوريزونتي، ميناس غرايس، بتبني طفل يبلغ من العمر 3 سنوات من قبل زوجتين مثليتين، يقيمان في مدينة باتوس دي ميناس. قدمت الأم البيولوجية، أدلة في محكمة ميناس غرايس، تدل على الرغبة في التخلي عن طفلها للتبني من قبل الزوجتين المثليتين.[26]
- 3 يونيو 2011 - أذن قاض من مدينة بيلوتاس، ريو غراندي دو سول، بتبني طفل يبلغ من العمر 4 سنوات من قبل زوجين مثليين. قدمت الأم البيولوجية أدلة تثبت رغبتها في التخلي عن طفلها للتبني من قبل الزوجين المثليين.[27]
- 30 يونيو 2011 - أذن قاضي مدينة ايتابتشننغا، ساو باولو، بتبني خمسة أطفال، ثلاثة أولاد وطفلتين، من قبل زوجين مثليين.[28]
- 30 أغسطس 2011 - أذن قاضي مدينة جانديرا، ساو باولو، بتبني طفل يبلغ من العمر 3 سنوات من قبل زوجتين مثليتين.[29]

- 16 سبتمبر 2011 - أذن قاض من مدينة مارينغا، بارانا بتبني طفلين من قبل زوجتين مثليتين.[30]
- 21 ديسمبر 2011 - أذن قاض من مدينة بيليم، بارا بتبني طفل يبلغ من العمر عامين من قبل زوجتين مثليتين.[31]
- 11 يناير 2012 - أذن قاض من مدينة ساو باولو، ساو باولو بتبني طفل من قبل زوجتين مثليتين.[32]
- 2 مارس 2012 - أذن قاض من مدينة ريسيفي، بيرنامبوكو بتبني طفل من قبل زوجين مثليين.[33]
- 11 نوفمبر 2012 - أذن قاض من مدينة ماناوس، ولاية الأمازون بتبني طفل من قبل زوجين مثليين.[34]
- 18 أبريل 2013 - أذن قاض من مدينة ماريتوبا، بارا بتبني طفل من قبل زوجتين مثليتين.[35]
- 19 أبريل 2013 - أذن قاض من مدينة أباريسيدا دي غويانيا، غوياس بتبني طفل من قبل زوجتين مثليتين.[36]
- 23 مايو 2013 - أذن قاض من مدينة ماسايو، ألاغواس بتبني 4 أطفال من أربعة أزواج مثليين.[37]